# Elias Jandrisevits
Elias Jandrisevits (* 1. August 2003 in Güssing) ist ein österreichischer Fußballspieler.

## Karriere

### Verein
Jandrisevits begann seine Karriere beim SV Güssing. Zur Saison 2013/14 wechselte er in die Jugend des SK Sturm Graz, bei dem er ab der Saison 2017/18 auch in der Akademie spielte. Im September 2018 wechselte er in die AKA Burgenland. Zur Saison 2020/21 schloss er sich der viertklassigen SV Oberwart an. Für Oberwart kam er zu sieben Einsätzen in der Burgenlandliga, zudem spielte er zweimal für die zweite Mannschaft der Oberwarter in der fünftklassigen II. Liga.
Im Jänner 2021 wechselte Jandrisevits zum Zweitligisten Grazer AK, bei dem er einen bis Juni 2023 laufenden Vertrag erhielt. Sein Debüt in der 2. Liga gab er im April 2021, als er am 22. Spieltag der Saison 2020/21 gegen den FC Blau-Weiß Linz in der 90. Minute für Josef Weberbauer eingewechselt wurde. Für den GAK kam er bis Saisonende zu drei Zweitligaeinsätzen. Zur Saison 2021/22 kehrte er leihweise nach Oberwart zurück. Während der Leihe kam er zu 24 Landesligaeinsätzen für Oberwart.
Zur Saison 2022/23 kehrte er dann wieder nach Graz zurück. Dort kam er in der Saison 2022/23 aber nur noch einmal zum Zug. Nach der Saison 2022/23 verließ er die Steirer. Anschließend wechselte er zur Saison 2023/24 zum Regionalligisten ASK Voitsberg. Für Voitsberg lief er 22 Mal in der Regionalliga Mitte auf, ehe er mit dem Team zu Saisonende als Meister in die 2. Liga aufstieg. Anschließend kam er zu 25 Zweitligaeinsätzen, Voitsberg stieg aber direkt wieder ab.
Zur Saison 2025/26 wechselte Jandrisevits daraufhin zu Zweitligist SK Austria Klagenfurt.

### Nationalmannschaft
Jandrisevits spielte im Oktober 2018 zweimal für die österreichische U-16-Auswahl.